# 하후위
하후위(夏侯威, ? ~ ?)는 중국 삼국시대 위나라의 정치가로, 자는 계권(季權)이다.

## 생애
본래 용기가 있는 인물로, 형주 · 연주자사를 역임하였다. 태산군의 장수로 있을 시절, 젊은 양호를 높이 평가하여 조카 곧 하후패의 딸을 양호에게 시집보냈다.
주건평에게 49살 때 당할 큰 재화(재앙과 화난)만 넘기면 70살 이후까지 장수하여 황제의 후견인이 된다고 예언을 받았다. 하후위는 49살이 되던 해에 중병을 앓게 된다. 하지만 그해 12월에 병이 완치되고 섣달그믐이 지나도 생존해 있자 잔치를 베풀었으나, 그 다음날, 즉 50살이 되자마자 사망했다.

## 《삼국지연의》에서의 하후위
사마의의 천거로 차남인 하후패와 함께 촉한과의 전투에서 선봉이 된다. 또한 공손연이 반란을 일으키자 토벌에 종군했다.

## 친척 관계
- 하후연 (아버지)[2]
  - 하후형 (형)[2]
  - 하후패 (형)[2]
  - 하후위
    - 하후준 (맏아들)[1]
    - 하후장 (둘째 아들)[1]
      - 하후담 (손자)[1]
      - 하후순 (손자)[5]
      - 하후완 (손자)[5]
      - 하후도 (손자)[5]
      - 하후모 (손자)[5]
      - 하후총 (손자)[5]
      - 하후첨 (손자)[5]

  - 하후혜 (아우)[2]
  - 하후화 (아우)[2]

## 같이 보기
- 삼국지 인물 목록